# فهد بن جلوي بن تركي آل سعود
الأمير فهد بن جلوي بن تركي آل سعود ولد بالرياض سنة 1286هـ 1869م خرج مع ابن عمه الإمام عبد الرحمن بن فيصل وأسرة آل سعود من الرياض عام 1308هـ / 1890م وكان ضمن الرجال الذين شاركوا الملك عبد العزيز في الخروج إلى الرياض لاستردادها عام 1319هـ / 1902م ذكره الملك عبد العزيز في روايته التاريخية عن اقتحام المصمك //.. ومشينا ونحن سبعة رجال أنا وعبد العزيز بن جلوي وفهد وعبد الله بن جلوي وناصر بن سعود ومعنا المعشوق وسبعان ..// .
ويشهد لبطولة هذا الرجل الأثر الباقي إلى اليوم في باب حصن المصمك حاليا من الشلفا / الرمح / المغروسة في باب حصن المصمك والتي رماها الأمير فهد بن جلوي قاصداً مقتل عجلان عامل ابن رشيد على الرياض فلم تصبه واستقرت في الباب كان من فرسان آل سعود ومن أعوان الملك عبد العزيز وأحد كبار مستشاريه.

## نسبه ونشاته
هو فهد بن جلوي بن تركي بن عبد الله بن محمد بن سعود بن محمد بن مقرن بن مرخان بن إبراهيم بن موسى بن ربيعة بن مانع بن ربيعة المريدي 
ولد بالرياض سنة 1286 هـ / 1869م , وكنت نشاته الأولى فيها وتعلم في كتابتيها، وكان هذا الأمير من الفرسان المشهود لهم منذ المراحل الأولى لنشأته، اذ برع في الفروسية والرماية في شبابه، ألى جانب الشجاعة والبسالة، اللتين كانتا في شخصيته

## أسرته
- الاميرة الجوهرة عبد الرحمن بن فيصل بن تركي آل سعود
- الاميرة نورة بنت تركي بن ماجد بن مرعيد السبيعي

### ابناءه
- الأمير متعب بن فهد بن جلوي بن تركي آل سعود
- الأمير جلوي بن فهد بن جلوي بن تركي آل سعود
- الاميرة حصة بنت فهد بن جلوي بن تركي آل سعود تزوجت من الأمير سعد بن عبد الله بن جلوي بن تركي آل سعود ليس لديها أبناء

## وفاته
أغار على بادية قحطان، في حلبان وكان معه تلك المعركة الأمير فهد بن عبد الله بن جلوي بن تركي آل سعود، وقتل في تلك الغارة سنه 1321هـ 1902م.وقتله الفارس المعروف ذيب بن شالح بن هدلان الخنفري القحطاني عندما اغار جيش من الملك عبدالعزيز بقيادة بن جلوي على بن هدلان وابنه ذيب رحمة الله عليهم جميعا.